# Авиакатастрофа Ту-22М3 в Иркутской области
Авиакатастрофа Ту-22М3 в Иркутской области — авиационная катастрофа, произошедшая в Иркутской области 15 августа 2024 года.

## Хронология событий
15 августа 2024 года взлетевший с аэродрома Белая (около 20 км от Михайловки) бомбардировщик Ту-22М3 выполнял плановый полёт на территории Иркутской области. В ходе полёта самолёт упал. Предварительно было объявлено, что причиной падения стал отказ двигателя. Инцидент произошёл в безлюдной местности, жертв среди населения нет. Минобороны РФ сообщил, что экипаж успел катапультироваться. Губернатор региона Игорь Кобзев написал в своём Телеграм-канале, что всех четверых пилотов нашли, двое из них пострадали, у одного ушибы и переломы и уточнил место падения — «Черемховский район, за виадуком, недалеко от Михайловки». Позднее Telegram-канал Mash сообщил, что очевидцы крушения самолёта слышали три взрыва. Вскоре было уточнено, что один из пилотов скончался.